# 年貢橋

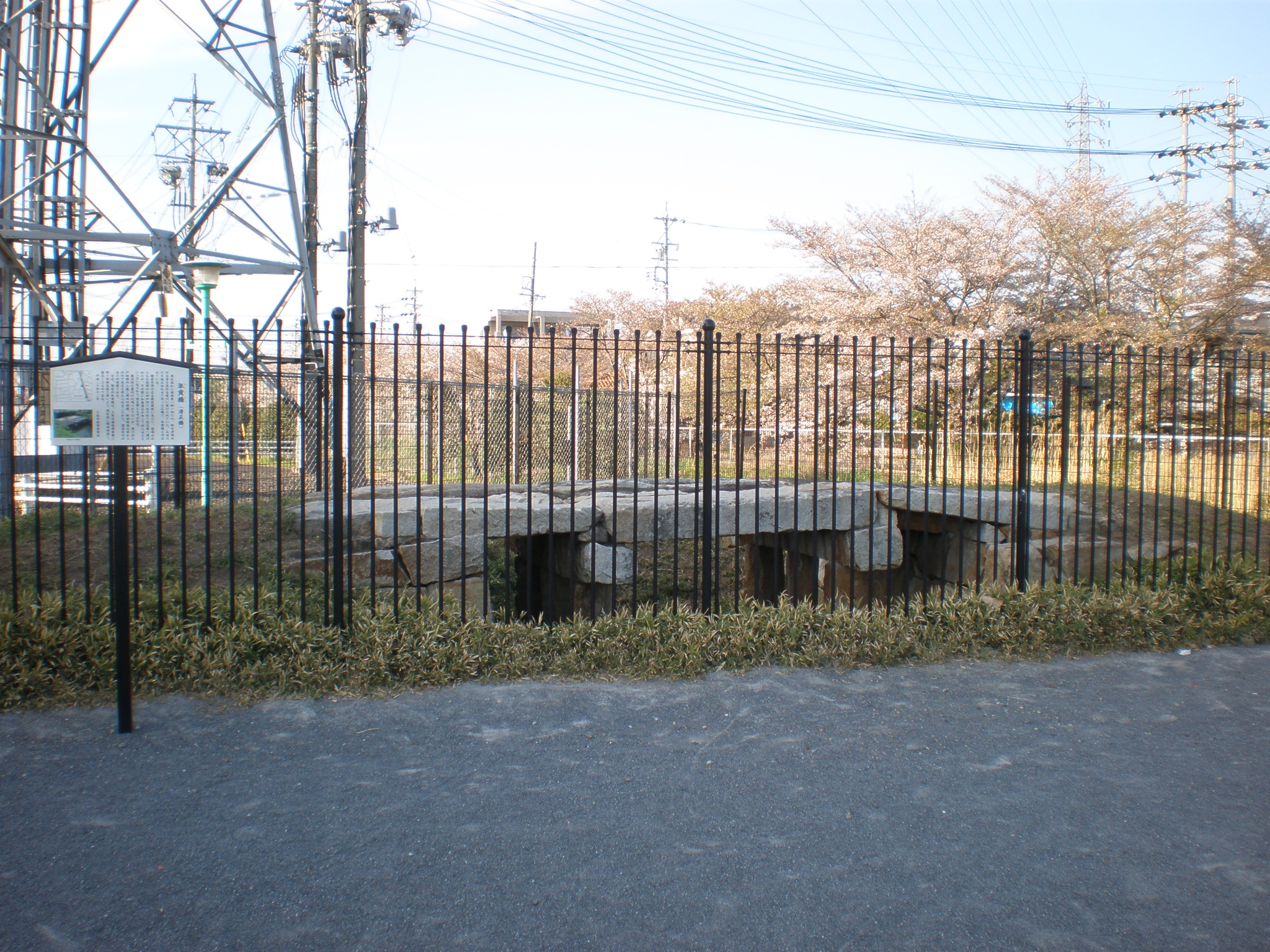
年貢橋移設展示施設（本田公園）

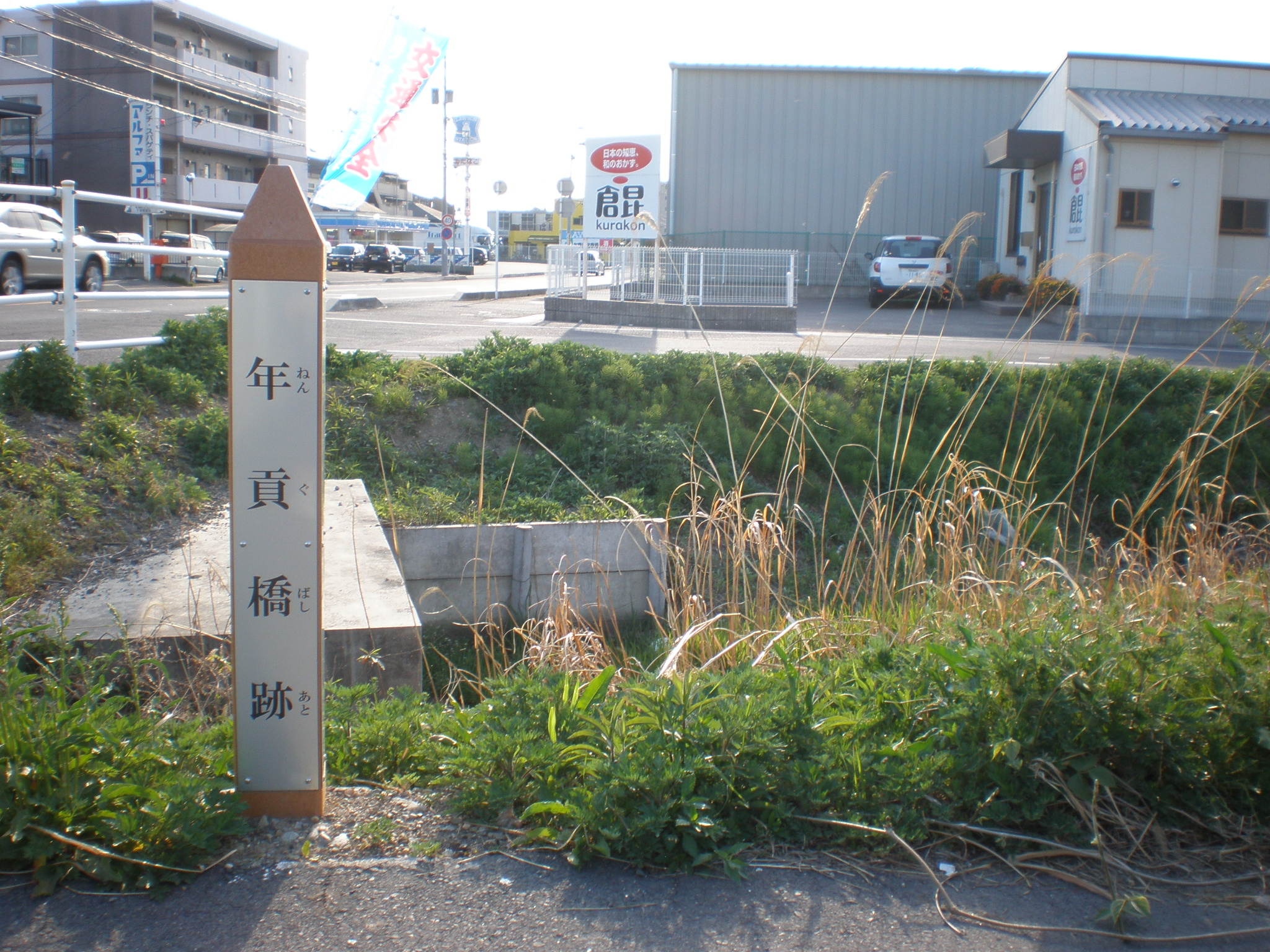
年貢橋跡地

年貢橋（ねんぐばし）は、かつて愛知県小牧市の原川に掛かっていた石橋である。慶長年間の名古屋城築城の際、橋の北西側にある岩崎山から石垣用の石が採掘され用いられた。その石を運ぶ際、加藤清正が命令して建設させたと言う伝承から、「清正橋」（きよまさばし）とも呼ばれている。現在、橋は原川にかかっていない。2005年1月に区画整理事業に伴う県道拡張工事の為、解体。その後2006年3月に、橋があった場所から北へ数百メートルの場所にある本田公園内に移設復元された。

## 歴史
- 2005年（平成17年）1月 - 道路拡張工事のため解体工事開始
- 2006年（平成18年）3月 - 本田公園内に移設復元

## 所在地
旧・所在地
愛知県小牧市大字岩崎地内 原川上
現・所在地
愛知県小牧市大字岩崎字本田 本田公園内

## 交通手段
- 名鉄小牧線味岡駅下車、徒歩数分。